# Karl Kehrer
Karl Kehrer (10 tháng 10 năm 1849 tại Worms – 17 tháng 5 năm 1924 tại Berlin) là một sĩ quan Đức, đã được thăng đến cấp bậc Thượng tướng pháo binh. Ông từng tham chiến trong cuộc Chiến tranh Pháp-Đức (1870 – 1871).

## Tiểu sử
Sau khi học xong trung học, Kehrer đã gia nhập Quân đoàn Pháo binh Hesse tại Darmstadt vào năm 1866 và tham chiến trong Chiến dịch chống Phổ. Từ năm 1869 cho đến năm 1870, ông học Trường Tổng hợp Pháo binh và Công binh tại Berlin. Trong cuộc Chiến tranh Pháp-Đức (1870 – 1871), ông bị thương trong trận đánh khốc liệt ở Gravelotte-St. Privat vào ngày 18 tháng 8 năm 1870. Vào năm 1872, ông được chuyển vào biên chế của quân đội Phổ. Sau khi phục vụ như một sĩ quan tiền tuyến trong một số đơn vị pháo binh, vào năm 1891 ông trở thành giảng viên của Trường Pháo dã chiến ở Jüterbog. Vào năm 1893, ông lãnh chức Trưởng phòng (Abteilungschef) trong Ủy ban Khảo sát Pháo binh (Artillerieprüfungskommission) ở kinh thành Berlin và vào năm 1899, ông được ủy nhiệm làm Tư lệnh của Lữ đoàn Pháo dã chiến Baden số 29, đóng trại tại Freiburg im Breisgau. Ở đây, ông được lên quân hàm Thiếu tướng vào năm 1900. Vào năm 1901, ông được cử làm giám thị Trường bắn pháo dã chiến (Feldartillerieschießschule) ở Jüterbog và cuối cùng vào năm 1903 ông trở thành Chủ tịch Ủy ban Khảo sát Pháo binh tại Berlin. Trên cương vị này, ông quan tâm đến việc phát triển pháo binh D9u71c, đặc biệt là viểu thử nghiệm công thành pháo 42 cm (Dicke Bertha - tức khẩu Bertha Bự). Vào năm 1904, ông được thăng quân hàm Trung tướng và vào ngày 5 tháng 3 năm 1908 ông được nhận quân hàm danh dự (Charakter) Thượng tướng pháo binh.
Ông từ trần vào ngày 17 tháng 5 năm 1924. Nơi yên nghỉ cuối cùng của ông nằm ở nghĩa trangg Tây Nam Stahnsdorf.

## Phong thưởng
- Huân chương Đại bàng Đỏ hạng nhất với lá sồi [1]
- Huân chương Vương miện hạng nhất [1]
- Huân chương Thập tự Sắt (1870) hạng nhì [1]
- Giải thưởng phục vụ (Dienstauszeichnung) của Phổ [1]
- Chỉ huy Huân chương Zähringer Löwen hạng nhất [1]
- Đại Chỉ huy Huân chương Thánh Michael [1]
- Huân chương Chiến công hạng nhì với ngôi sao của Bayern [1]
- Chỉ huy Huân chương Philipps Đại Công quốc Hesse hạng nhì [1]
- Đại Thập tự Huân chương Albrecht [1]
- Chỉ huy Huân chương Vương miện Württemberg [1]
- Đại Thập tự Huân chương Friedrich [1]
- Đại Sĩ quan Huân chương Thánh Schatzes [1]
- Đại Thập tự Huân chương Vương miện của Ý [1]
- Đại Sĩ quan Huân chương Thánh Mauritius và Lazarus [1]